# Seznam uměleckých spolků v Československu a Česku
Seznam uměleckých spolků v Československu a Česku uvádí historický přehled spolků umělců založených na českém a slovenském území od konce 18. století. Vznik prvního významného uměleckého spolku na českém území byl zpočátku i reakcí na sílící centralizaci moci v rakousko-uherské monarchii. Motivací zakladatelů tohoto uskupení bylo zemské, nikoli národní vlastenectví. Kromě uměleckých teoretiků Jahna, Hosera a Bohumíra Dlabače se o založení Společnosti vlasteneckých přátel umění zasloužili především příslušníci české šlechty. Hned na počátku své existence Společnost zřídila v Praze Akademii – pozdější Akademii výtvarných umění a jako prvního ředitele pozvala Rakušana Josefa Berglera a Obrazárnu Společnosti – základ nynější Národní galerie.
Významné spolky z druhé poloviny 19. století sdružovaly kromě výtvarníků také literáty, hudební skladatele, teoretiky umění a architekty (například Umělecká beseda), vydávaly hudebniny a časopisy věnované výtvarnému umění a podporovaly také divadlo. Během svého působení vybudovaly pro spolkové výstavy některé galerie – Rudolfinum (SVPU), dále Besední dům s galerií a dvěma koncertními sály, kde mimo jiné působilo i Osvobozené divadlo a hudební vydavatelství (Umělecká beseda), též budovu Mánes (SVU Mánes) nebo Galerii Nová síň (JUV).
V době První republiky spolky reprezentovaly uměleckou avantgardu a vydávaly vlastní časopisy (Devětsil, Tvrdošíjní, Levá fronta). Pozdější umělecká uskupení spojovala představitele určitých výtvarných směrů a jejich teoretiky, ale vzhledem k individualistické povaze samotné tvorby a překotnému vývoji moderního umění, přetrvala často jen po dobu jedné nebo několika společných výstav. V dobách nesvobodných měla umělecká sdružení povahu utajených soukromých spolků (Skupina 42, Skupina Ra, Skupina českých a slovenských surrealistů, Seskupení 12/15). Po roce 1989 vznikají umělecká sdružení nejčastěji kolem společných výtvarných projektů.

## Umělecké spolky založené do roku 1938
- Společnost vlasteneckých přátel umění (1796–1918)
- Krasoumná jednota (Kunstverein für Böhmen) (1835–1940)
- Jednota výtvarných umělců (1849–1856)
- Umělecká beseda (od 1863)
- Škréta, spolek mladých českých výtvarníků v Mnichově (1885–1888)
- Spolek výtvarných umělců Mánes (od 27. dubna 1887)
- Jednota umělců výtvarných (od 1898)
- Osma (umělecká skupina) (1907–1908)
- Sdružení výtvarných umělců moravských (1907–1959)
- Artěl (1908)
- Sursum (1910)
- Skupina výtvarných umělců (1911–1917)
- Sdružení českých umělců grafiků Hollar (od 1917)
- Tvrdošíjní (1918–1924)
- Klub výtvarných umělců Aleš (1919–1963)
- Svaz moderní kultury Devětsil (1920–1930)
- Kruh výtvarných umělkyň (1920–1953)
- Skupina výtvarných umělců v Brně (1922–1939)
- Pražský Aleš (1923–1948)
- Sociální skupina Ho-Ho-Ko-Ko (1924–1927)
- Sdružení jihočeských výtvarníků (1925–1950)
- Moravskoslezské sdružení výtvarných umělců Ostrava (1926–1949)
- Aventinská mansarda (1927–1931)
- Spolek pracovníků v umění a ve vědě Purkyně (1928–1956)
- Levá fronta (1929–1938)
- Sdružení výtvarníků v Praze (1930–1941)[1]
- Linie (1930–1938)
- Výtvarný spolek Reysek, Prostějov (1933–1936)
- Nezávislí (1933–1935)
- Spolek výtvarných umělců Myslbek (1933?)
- Skupina surrealistů v ČSR (1934–1939)
- Skupina olomouckých výtvarníků (1937–1946)

## Umělecké spolky založené do roku 1948
Umělecké skupiny působily během druhé světové války v ilegalitě. Surrealistické skupiny i spolky založené před válkou byly zakázány po komunistickém převratu v únoru 1948. Sdružení založená po válce byla zrušena v padesátých letech dvacátého století.
- Sedm v říjnu (1939–1941)[2]
  - Václav Hejna, František Jiroudek, Josef Liesler, Jan Rafael Michálek, Arnošt Paderlík, Václav Plátek, Zdenek Seydl
- Spolek výtvarných umělců moravskoslezských Aleš v Brně (1939–1946)
- Skupina 42 (1942–1948)
- Okruh spořilovských surrealistů (1943–1945)
- Skupina Ra (1944–1948)
- Blok výtvarných umělců země Moravskoslezské (1946–1948)
- Sdružení výtvarných umělců Purkyně (1946–1956)
- Spolek výtvarných umělců Hodonín (1947–?) Spolek výtvarných umělců Marold (od 1947)
  - Bedřich Andrle, Milan Bubák, Ludmila Hynková Bobková, Alois Chandra, Pavel Lisý, Miroslav Sylla, František Škrabánek, František Šneider, Josef Zálešák, Bedřich Zoul
- S.V.U. Bohúň Bratislava (od 1947)
  - Zuzka Medveďová, Peter Nahálka

## Umělecké spolky založené po roce 1948
Již během prvních tří poválečných let se umělci pokoušeli vytvořit zastřešující instituci pro ideové a hospodářské (odborové) otázky. Sjednocování hned v květnu 1945 započal Blok českých výtvarníků (konkurenční Svaz výtvarnických spolků, založený v létě 1945 si roli v těchto snahách neudržel), byl vyhlášen Blok slovenských výtvarníkov a potvrzena dosavadní činnost Bloku výtvarných umělců země Moravskoslezské. Představitelé těchto zemských bloků na celostátní konferenci na zámku v Dobříši dne 18. května 1945 proklamovali zřízení Ústředního bloku výtvarníků ČSR, předmětem sjednocení se měly stát i umělecké odborové svazy Odborová organizace a Syndikát výtvarníků československých. Ústřední blok navrhl vytvoření nové sjednocující organizace. Dne 6. října 1946 byly radou Ústředního bloku schváleny stanovy přípravného výboru Svazu československých výtvarných umělců a na veřejné schůzi 25. června 1947 pak většina účastníků odhlasovala zřízení této jednotné organizace malířů, sochařů a architektů pod uvedeným názvem. Po komunistickém převratu byl dne 26. února 1948 na ministerstvu informací ustaven tzv. Akční výbor českých výtvarníků, který uznal Svaz československých výtvarných umělců jako jedinou vrcholnou organizaci výtvarníků, Ústřední blok i zemské bloky byly rozpuštěny. Svaz se přihlásil k principům socialistického realismu a pod kontrolou stranických orgánů KSČ začal ovlivňovat výtvarný život ve státě.

### Ústřední svaz československých výtvarných umělců (1948–1956)
Svaz byl dotvořen roku 1949 až po likvidaci a převzetí movitých a nemovitých prostředků zrušených uměleckých spolků. Výjimku tvořilo jen osm pražských uměleckých spolků (Jednota umělců výtvarných, Umělecká beseda, Mánes, Aleš, Purkyně, Štursa, Kruh výtvarných umělkyň, Sdružení grafiků Hollar), které byly sloučeny (a tedy nikoliv zlikvidovány) s tzv. oblastními středisky svazu výtvarných umělců. Akční výbor tohoto svazu československých výtvarných umělců, měl na starosti politickou „očistu“ a výběr členského jádra svazu. Od roku 1952 začala být připravována rozsáhlá reorganizace svazu, která by ho zbavila "nepřizpůsobivých" jedinců, jejichž indoktrinace socialistickým realismem se nedařila. ÚSČVU sdružoval  výtvarníky jako členy řádné, kandidáty členství a výtvarníky registrované. Seznam členů k roku 1956 uvádí abART.
Výměry ústředního národního výboru z 3. března 1956 byly s konečnou platností rozpuštěny výtvarnické spolky, a to Jednota, Mánes, Aleš, Purkyně, Hollar, Kruh výtvarných umělkyň. V říjnu 1956 byl stejným způsobem rozpuštěn také Myslbek.
V 50. letech působily pouze krajské organizace SČVU, ale po roce 1956 bylo povoleno zakládání výtvarných tvůrčích skupin. Z nich jako první měla samostatnou výstavu Skupina Máj v květnu 1957 a v listopadu téhož roku i skupina Trasa (Trasa 54). Podobně jako členové skupiny Trasa se již od roku 1954 scházeli z iniciativy Josefa Jíry někdejší absolventi AVU ve vinárně Makarská. Jejich Skupina M 54 vedla spory s oficiálním vedením Svazu a nakonec dostala povolení vystavovat až roku 1959 (jako M 57). Mladí studenti AVU vystavovali v 50. letech na neoficiálních výstavách (Malmuzherciáda), roku 1960 na generačních soukromých ateliérových Konfrontacích.

### Svaz československých výtvarných umělců
V letech 1956–1962 byl nástupnickou organizací ÚSČVU. Prošel částečnou reorganizací roku 1963 a reformou roku 1964, když v něm získali převahu zástupci tzv. Bloku tvůrčích skupin. Jako demokratická organizace výtvarníků přetrval sovětskou okupaci v srpnu 1968 a byl definitivně rozpuštěn s upevněním moci normalizačního režimu roku 1970. Po stranických čistkách byl založen nový svaz roku 1972, který zanikl až s pádem komunistického režimu v roce 1990.
Po roce 1970, v souvislosti s federalizací Československa, vedle něj působily samostatně Svaz českých výtvarných umělců a Svaz slovenských výtvarných umělců. V letech 1972–1990 byl Svaz československých výtvarných umělců federální organizací se sídlem v Praze a zajišťoval zejména styk se zahraničím a členství v mezinárodních organizacích.
- Okruh 5 Objektů (1951– cca 1961), pokračovatel Surrealistické skupiny v ČSR
  - Karel Teige, Vratislav Effenberger, Jindřich Kurz, Karel Hynek, Václav Tikal, Josef Istler, Mikuláš Medek, Emila Medková, Zbyněk Havlíček, Libor Fára.
- Trasa (Trasa 54) (1954–1970)
- Skupina M 57 (původně M 54, založena 1954)
- Skupina Máj 57 (Tvůrčí skupina Máj 57) (1957–1961)
  - Jiří Balcar, Andrej Bělocvětov, Vlastimil Beneš, Stanislav Čáp, Běla Čermáková, Josef Duchoň, František Dvořák, Ladislav Dydek, Libor Fára, Richard Fremund, Jiří Gregorek, Antonín Gribovský, Miloslav Hájek, Jan Hajn, Dagmar Hendrychová, František Chaun, Miloslav Chlupáč, Josef Jíra, Ladislav Karoušek, Jaroslav Klápště, Jaromír Kohoutek, Jitka Kolínská, Rupert Kytka, Pavel Laška, Josef Lehoučka, Jiří Martin vl. jm. Jiří M. Škopek, Marie Martinová Škopková (Pischová), Zdeněk Matlocha, Vojta Nolč, Dora Nováková, Vavro Dravec, Zdeněk Palcr, Robert Piesen, Jiřina Písařová, Theodor Pištěk, Radko Plachta, Stanislav Podhrázský, Čeněk Pražák, Mojmír Preclík, Ivo Přeček, Jiří Rada, Jiří Rathouský, Vojtěch Sapara, Zbyněk Sekal, Jiří Schmidt, Jaromír Skřivánek, Jan Svoboda, Julie Svobodová, Jaroslav Šerých, Jan Švankmajer, Eva Švankmajerová, Jaroslav Vávra, Miroslav Vystrčil, Karel Vysušil, Jiří Winter Neprakta
- Krok 57 (1957)
  - Jiří Bradáček, František Hora, Václav Kyselka, Josef Menš, Jaroslava Moserová Davidová
- Brno 57 (1957–1965)
  - Josef Balák, Karel Hyliš, Jánuš Kubíček, Josef Kubíček, Zdeněk Kudělka, Bohumír Matal, Pavel Navrátil, Petr Spielmann, Vladislav Vaculka, Jaromír Zemina
- Tvůrčí skupina užitého umění Bilance (1957–1966)
  - Jaroslav Fišer, Věra Lišková, Jiří Mrázek, Pravoslav Rada, Jindřiška Radová, Božena Rothmayerová-Horneková, René Roubíček, Miluše Roubíčková
- Skupina 58 (1958)
  - Josef Brož, Jan Černý, Jaroslav Grus, Karel Hladík, Miroslav Jírava, Antonín Kalvoda, Jan Kodet, Josef Liesler, Josef Malejovský, Václav Vojtěch Novák, Jaroslav Otčenášek, Jan Smetana, Alois Sopr, Vojtěch Tittelbach, Jindřich Wielgus, Richard Wiesner
- MS (MS 58) (1958) – skupina měnila název dle roku, kdy vystavovala. Později též MS 61, MS 63
  - Karel Čermák, Vjačeslav (Václav) Irmanov, Václav Kořínek, Jiří Krejčí, Karel Kronech, Bohuslav Lamač, Kamil Linhart, Jiří Novotný (malíř), Jiří Patera, Jiří Procházka, Zdeněk Sýkora
- Polylegran (1958–1969)
  - Adolf Born, Vladimír Hlavín, Vladimír Jiránek, Jiří Jirásek, Jiří Kalousek, Bedřich Kopecný, Miroslav Liďák, Karel Nepraš, Vladimír Renčín, František Skála starší, Bohumil Štěpán, Fedor Vico, Jaroslav Weigel, Jiří Winter Neprakta, Josef Žemlička
- Tvůrčí skupina SČVU Říjen (1958–1963)
- Proměna (Umělecká skupina Proměna) (1958–1973)
  - Milan Albich, Karel Malich, Ivan Minařík, Přemysl Pospíšil, Miroslav Rada, Jan Šplíchal
- Profil (Tvůrčí skupina Profil 1958) (1958–1961)
  - František Bič, Miroslav Bílek, Milan Borovička, Vladimír Drápal, Jiří Fojtík, Jiří Hadač, Oldřich Hanzl, Dalibor Chatrný, František Janiš, Miroslav Netík, Leonid Ochrymčuk, František Šenk, Oldřich Vašica, Igor Zhoř
- Kroky (1958–2006)
  - Věnceslav Juřina, Vladimír Kotmel, Eduard Ovčáček, Zdeněk Přibyl, Vojtěch Renč, Miloš Urbásek, Rudolf Valenta, Jiří Veselský, Vladislav Zadrobílek
- Tvůrčí skupina Experiment (1959)
  - František Dvořák, Miloslav Jemelka, Radoslav Kutra, Jaroslav Uiberlay
- Skupina G (od 1959)
  - Jiří Balcar, František Burant, Ladislav Dydek, Jiří Hadač, Jiří John, Arnošt Karásek, Jan Kubíček, Pravoslav Sovák, Jaroslav Šerých, Adriena Šimotová, Karel Vysušil

## Umělecké spolky 60. let
Po SČUG Hollar, který pořádal výstavy pod jménem spolku již od roku 1958, obnovily roku 1960 činnost v rámci tzv. tvůrčích skupin historické spolky SVU Mánes a Umělecká beseda a uspořádaly výstavy svých členů.
Na počátku 60. let zažívaly nově založené generační skupiny stálou šikanu ze strany oficiálního Svazu – zásahy do výběru exponátů i zastoupení umělců, oddalování termínů nebo úplné zákazy výstav. Aby se skupiny mohly těmto nekalým praktikám bránit, založily spontánně Blok tvůrčích skupin, který neusiloval o začlenění do struktur Svazu. Demokratickou volbou byl jeho předsedou zvolen sochař a výtvarný teoretik Miloslav Chlupáč, v řadách generace respektovaný jako umělecká, intelektuální a mravní autorita.
Roku 1961 osm skupin – M 57, Etapa, Experiment, Máj, MS 61, Proměna, Trasa – uspořádalo v pražské Špálově galerii společnou výstavu s názvem Realizace. Roku 1962 Blok a někteří členové SVU Mánes uspořádali výstavu s názvem Jaro 62 v pražském Mánesu a výstavu Nejmenší socha a kresba  v Malé galerii Československého spisovatele.
Blok se stal účinnou opoziční silou a na sjezdu Svazu roku 1964 se mu podařilo prosadit volbu nového vedení s účastí umělců poválečné generace a přeměnit Svaz v odborovou organizaci s demokratickým řízením.
V roce 1966 inicioval Blok Jarní výstavu v pražském Mánesu. Jarní expozice se měly stát protějškem Pražskému jaru a pařížskému Májovému salónu. Roku 1967 organizoval Blok výstavu s názvem Socha a kresba v pražském Mánesu za účasti skupin: Etapa, M 57, MS 61, Proměna, Trasa, UB 12. Činnost Bloku byla zastavena zrušením SČSVU roku 1970.
- Tvůrčí skupina Radar (1960–1967)
  - Jaroslav Bartoš, Václav Bláha starší, Emil Cimbura, Vlastimil Fiala, Dobroslav Foll, Václav Formánek, František Gross, Věra Heřmanská, František Hudeček, Jiří Chadima, Jaroslav Chudomel, Stanislav Ježek, Jaroslav Kaiser, Vladimír Kovářík, Václav Kubík, Josef Liesler, Radim Malát, Václav Menčík, Jiří Mikula, Milada Mikulová, Zdeněk Mlčoch, Josef Němec, Josef Prošek, Teodor Rotrekl, František Říha, František Skála starší, Vladislav Stavovský, Otto Sukup, Jaromír Vašta, Zdeněk Vodička, Jindřich Wielgus, Ladislav Zívr, Ota Zouplna
- Tvůrčí skupina Etapa (1961–1970)
  - Eva Brýdlová, Jasan Burin, Aleš Grim, Ivan Gruber, Alena Honcová, Václav Kiml, Josef Klimeš, Miroslava Kocmanová-Perná, Jaroslav Koliha, Karel Kouba, Milan Obrátil, František Pacík, Jaroslava Pešicová, František Ronovský, Zbyněk Slavíček, Otakar Synáček, Jiří Šefčík, František Štorek, Karel Teissig
- Tvůrčí skupina Konfrontace (1961, ateliér M. Medka) – zamítnuta registrace SČVU
  - Jiří Balcar, Zdeněk Beran, Václav Boštík, Vladimír Boudník, Hugo Demartini, Bedřich Dlouhý, Jan Hendrych, Josef Istler, Jiří Janeček, Čestmír Janošek, Olga Karlíková, Jan Koblasa, Jiří Kolář, Běla Kolářová, Jitka Kolínská, Jan Kotík, Karel Kuklík, Antonín Málek, Karel Malich, Pavla Mautnerová, Mikuláš Medek, Emila Medková, Jiří Mrázek, Ludmila Padrtová, Robert Piesen, Zbyněk Sekal, Zbyšek Sion, Václav Tikal, Antonín Tomalík, Jiří Valenta, Vladimír Vašíček, Aleš Veselý, Marián Čunderlík, Juraj Kočiš, teoretici Antonín Hartmann, Jan Kříž, Bohumír Mráz, Ludmila Vachtová, Dalibor Veselý
- UB12 (Tvůrčí skupina UB 12) (1961–1970)
  - Václav Bartovský, Václav Boštík, František Burant, Vladimír Janoušek, Věra Janoušková, Jiří John, Stanislav Kolíbal, Alena Kučerová, Jiří Mrázek, Daisy Mrázková, Vlasta Prachatická, Oldřich Smutný, Jiří Šetlík, Adriena Šimotová, Alois Vitík, Jaromír Zemina
- Paleta vlasti (od 1961)
  - Bedřich Dlouhý, Theodor Pištěk, Milan Ressel, Vladimír Suchánek, Jan Vachuda, Karel Kouba, Slávek Uiberlay, Hugo Demartini, Petr Kavan, Josef Klimeš, Jan Koblasa, Karel Nepraš, Petr Siegl, Jaroslav Franta, Ivan Šlapeta, Antonín Kryl, Jan Matyáš, Jan Schmidt
- Tvůrčí skupina Parabola (1962–1965)
  - Antonín Čalkovský, Rudolf Fila, Robert Hliněnský, Dalibor Chatrný, Jozef Jankovič, Slavoj Kovařík, Zdeněk Macháček, Vladimír Materna, Eduard Ovčáček, František Šenk, Miroslav Štolfa, Miloš Urbásek, Dušan Valocký, Karel Veleba, Václav Zykmund
- Tvůrčí skupina Směr (1962)
  - Ivan Bednář, Vladimír Fortin, Vladimír Hájek, Alois Kraml, Oldřich Lajsek, Karel Švarc, Lubor Těhník, Karel Uhlík
- Tvůrčí skupina Plakát (1962–1969)
  - zakladatelé Zdeněk Chotěnovský, Eva Průšková, Václav Ševčík, Věra Faltová, Eduard Hájek
- Tvůrčí skupina Horizont (1963–1966)
  - Stanislav Kovář, Jan Moravec, Dora Nováková, Jaroslav Novotný, Miloslav Novotný, Marcel Pokorný, Adolf Pražský, Jiří Rathouský, Zdeněk Šputa, Dobroslav Vondrouš, Zdeněk Ziegler
- M Brno (1963–1965), od roku 1959 jako Skupina M
  - Čeněk Dobiáš, Robert Hliněnský, Josef Kadula, Karel Kryl (sochař), Jan Maria Najmr, František Navrátil, Antonín Širůček, Inez Tuschnerová, Emil Weirauch
- Křižovnická škola čistého humoru bez vtipu (od 1963)
  - Marie Benetková, Vladimír Borecký, Vratislav Brabenec, Eugen Brikcius, Vladimír Burda, Miloslav Hájek, Olaf Hanel, Ivan Martin Jirous, Věra Jirousová, Michal Jůza, Martin Kadeřávek, Peťák Lampl, Ray Mandad (Carter), Michal Matzenauer, Rudolf Němec, Karel Nepraš, Karel Oujezdský, Ladislav Placatka, Naděžda Plíšková, Jindřich Procházka, Zbyšek Sion, Otakar Slavík, Andrej Stankovič, Jan Steklík, Helena Wilsonová
- Křižovatka (Tvůrčí skupina Křižovatka) (1963–1968)
  - Vladimír Burda, Richard Fremund, Josef Hlaváček, Jiří Kolář, Běla Kolářová, Jan Kubíček, Karel Malich, Pavla Mautnerová, Vladislav Mirvald, Jiří Padrta, Otakar Slavík, Zdeněk Sýkora
- Křižovatka a hosté (1968), Hosté Křižovatky
  - Zdeněk Barborka, Jiří Bielecki, Václav Boštík, Vladimír Burda, Hugo Demartini, Milan Dobeš, Stano Filko, Bohumila Grögerová Tauferová, Milan Grygar, Jiří Hilmar, Josef Hiršal, Josef Honys, Jiří Kolář, Běla Kolářová, Stanislav Kolíbal, Jan Kotík, Radoslav Kratina, Jan Kubíček, Alena Kučerová, Kamil Linhart, Karel Malich, Vladislav Mirvald, Ladislav Nebeský, František Pavlů, Jindřich Procházka, Zorka Ságlová, Otakar Slavík, Zdeněk Sýkora, Miloš Urbásek, Jiří Valoch
- Parasurrealistická skupina Lacoste (Brno, 1964–1970)
  - Arnošt Budík, Jiří Havlíček, Josef Kremláček, Aleš Navrátil, Václav Pajurek[7]
- Tvůrčí skupina moderního realismu (1964–1965?)
  - Vladimír Levora, Alena Koenigsmarková, Břetislav Holakovský, Emanuel Famíra, Vítězslav Eibl, Jiří Hanzálek, Josef Stegl, Josef Tetínek, Olga Umlaufová, Bohuslav Wünsch, Lumír Šindelář[8]
- Skupina Q, Brno (1964–1970, hudební část skupiny ...–1997, není totožná se Sdružením Q z roku 1969)
  - Milan Dobeš, Jindřich Kovařík, Adolf Kroupa, Ivana Kubová Hývnarová, Marián Mudroch, Miroslav Myška, Ivan Ruller, Igor Šefr, Pavel Šrubař, Jaroslav Šusta
- Kontrast (1965)
  - Jiří Babíček, Petr Holý, Václav Lacina, Jiří Myszak, Josef Poláček, Petr Prokop, Jaroslav Rusek, Václav Strolený, Miloš Urbásek
- Skupina 5 + 2 (6 + 2) (1965–1968)
  - Bedřich Baroš, Antonín Grůza, Jaroslav Hovadík, František Nikl, Josef Ruszelák, Zdeněk Šutera
- Skupina Mikuláša Galandu (1965)
  - Andrej Barčík, Anton Čutek, Vladimír Kumpánek, Rudolf Křivíš, Milan Laluha, Milan Paštéka, Andrej Rudavský, Ivan Štubňa, Pavol Tóth
- Skupina 66 (1966–1968) (1966–1970)
- Tvůrčí skupina Syntéza (1966–1968)
  - Lubomír Beneš, Vladislav Čáp, Michal Čihák, Helena Dubová, Ladislav Halada, Ludmila Kaprasová, Dušan Konečný, Václav Kučera, Iva Ouhrabková, Jan Antonín Pacák, Robert Pelouch, Alexandra Pešulová, František Pokorný, Lída Šiková, Stanislav Toman st., Stanislav Zippe
- Tvůrčí kolektiv Index (1966–1968)
  - Jaroslav Bobek, Stanislav Čáp, František Doležal, Zoroslava Drobná, Josef Filek, Karel Franta, Bohuslav Fuchs, Milan Grygar, Radana Hamsíková, Jan Hendrych, Vlastislav Housa, Miroslav Hrdina, František Hudeček, Josef Klimeš, Antonín Kulda, Pavel Laška, Čestmír Mudruňka, František Pacík, Jana Paroulková, Anna Podzemná-Suchardová, Jiří Schmidt, Jan Smetana, Alois Sopr, Luděk Tichý, František Turek, Jaroslav Vaculík, Karel Valter, Ludmila Vojířová Okuněva, Jindřich Wielgus
- Klub konkrétistů (1967–1971, obnoveno 1997)
- Epos (1967–1980)
  - Jiří Horák, Rostislav Košťál, František Maršálek, Petr Sikula
- 3 M (1969–1978)
  - Milan Bubák, Miroslav Polák, Miroslav Šimek
- Sdružení Q, Brno (1968–1970, obnoveno 1991)

Mimo čistě výtvarné spolky působila v 60. letech dvě důležitá seskupení teoretiků, básníků a výtvarníků.
- Tvář (cca 1961–1970). Seskupení se prezentovalo i stejnojmennou revuí.
  - Václav Havel, Ladislav Hejdánek, Jan Lopatka, Milan Nápravník, Josef Vyleťal,…
- Okruh UDS (cca 1961–1969). Pokračovatel Okruhu 5 Objektů z padesátých let.
  - Vratislav Effenberger, Milan Nápravník, Věra Linhartová, Zbyněk Havlíček, Ludvík Šváb, Mikuláš Medek, Emila Medková, Josef Istler, Václav Tikal, Alois Nožička, Ivan Sviták, Stanislav Dvorský, Petr Král, Prokop Voskovec, Jaroslav Hrstka, Karel Šebek, Roman Erben, Ivo Medek, Ivana Spanlangová, Zdena Holubová.

## Umělecké spolky 70. let
- Skupina českých a slovenských surrealistů (1970)
  - Karol Baron, Jan Daňhel (90. léta), Vratislav Effenberger, František Dryje (80. léta), Josef Janda (80. léta), Jan Kohout (90. léta), Jiří Koubek (80. léta), Andrew Lass, Albert Marenčin, Přemysl Martinec (90. léta), Ivo Medek, Emila Medková, Juraj Mojžíš, Alena Nádvorníková, Kateřina Piňosová (90. léta), Ivo Purš (80. léta), Martin Stejskal, Ludvík Šváb,Jan Švankmajer, Eva Švankmajerová
- Skupina Setkání (1976)
  - Petr Balíček, Miroslav Bílek, Milan Borovička, Petr Brátka, Rostislav Košťál, Taras Kuščynskyj, Milan Michl, Miroslav Myška, Petr Sikula, Michal Tůma, Miroslav Tůma, Věra Weinertová
- Svaz českých výtvarných umělců (SČVU) (1972–1989)

Oficiální normalizační svaz registrovaných umělců, nástupce Svazu československých výtvarných umělců (1956–1970). SČVU rozhodoval i o umělcích, kteří nebyli jeho členy a schvaloval tzv. registrace, které umožňovaly živit se ve svobodném povolání. Seznam výtvarných umělců evidovaných při Českém fondu výtvarných umění k roku 1984 uvádí abART.

## Umělecké spolky 80. let
- Nová skupina (1987)
  - Miroslav Baše, Jan Bauch, Jiří Beránek, Václav Boštík, Michal Brix, Jiří David, Hugo Demartini, Michal Gabriel, Kurt Gebauer, Zdeněk Hölzel, Bohuslav Horák, Karel Hubáček, Miloslav Chlupáč, Věra Janoušková, Josef Jíra, Ivan Kafka, Stanislav Kolíbal, Jan Louda, Jindřich Malátek, Miroslav Masák, Vladimír Merta, Stefan Milkov, Vladimír Novák, Jiří Novotný, Miloš Parma, Karel Pauzer, Petr Pavlík, Jiří Pelcl, Bedřich Piskač, Viktor Pivovarov, Karel Prager, Michael Rittstein, Jaroslav Róna, Viktor Rudiš, Ivan Ruller, Václav Stratil, Jaroslav Šerých, Adriena Šimotová, Alena Šrámková, Alois Wachsman, Jaromír Zemina, Olbram Zoubek
- Zaostalí (od 1987)
- Skupina Tvrdohlaví (1987–2001)
- Volné seskupení 12/15 Pozdě, ale přece (od 1987)
- Přirození (Ostrava, 1988)
  - Daniel Balabán, Zdeněk Benda Janošec, Petr Pastrňák, Milan Krupa, Rostislav Němčík, Rostislav Šupčík, Pavel Šmíd, Helena Šmídová, Jiří Surůvka, Jan Balabán[10][11]
- Bratrstvo – umělecká skupina (1989–1994)
- Měkkohlaví (od 1989)
  - Čechy – Václav Malina, Milan Maur, Ivona Raimanová, Jan Rauner, Miloš Šejn, Morava – Dalibor Chatrný, Petr Kvíčala, Milan Magni, Marian Palla, Jiří Valoch, Slezsko – Karel Adamus,  Martin Klimeš, Jiří Šigut, Slovensko – Otis Laubert, Dezider Tóth
- Pondělí – Výtvarná skupina Pondělí (od 1989)
  - Milena Dopitová, Pavel Humhal , Petr Lysáček, Michal Nesázal, Petr Písařík, Petr Zubek[12]
- Volné sdružení Tolerance (1989–1990)
  - Jan Bernat, Kateřina Černá, Jaroslav Hladký, Ludmila Jandová, Jiří Kašpar, Radoslav Kratina, Jan Krejčí, Oldřich Kulhánek, Adéla Matasová, Karel Nepraš, Zuzana Nováčková, Peter Oriešek, Jan Pacák, Naděžda Plíšková, Miloslav Polcar, Lubomír Přibyl, Zdenka Rusová, Miloš Ševčík, Jaroslava Severová, Milena Šoltészová, Matěj Svoboda, Dana Vachtová, Stanislav Zippe

## Umělecké spolky po roce 1989

### Unie výtvarných umělců České republiky
Občanské sdružení, založeno v roce 1990 v Praze.Provozuje Národní registr profesionálních výtvarných umělců a designérů působících na území České republiky, který obsahuje abecední seznam umělců s uvedením místa působení, oboru výtvarné činnosti, e-mailové adresy a prezentace na internetu 
- Středočeské sdružení výtvarníků Unie výtvarných umělců (1990, Praha)
- Sdružení sochařů Čech, Moravy a Slezska (1990, Praha)
- Unie výtvarných umělců Olomoucka (od 1990)
- Sdružení výtvarných umělců Vysočiny (od 1990) [15]
- Sdružení výtvarných umělců moravských (Hodonín) (od 1990)
- Společnost Karla Teiga (Praha – Ostrava, 1990–1995), Parasurrealistická skupina Stir up vznikla jakon následovník ostravské pobočky K. Teiga[16]
- Česká unie karikaturistů (ČUK) (od 1990)[17]
- Klub výtvarných umělců Horácka (od 1991)[18]
- TT Klub výtvarných umělců a teoretiků (1991, Brno) [19]
- Výtvarná skupina Jiná geometrie (1991)
- Lipany (1991–1992)
  - Jiří Anderle, Václav Benda, Ivan Bukovský, Boris Jirků, Antonín Kroča, Oldřich Kulhánek, Jiří Nepasický, Peter Oriešek, Karel Pauzer, Zdeněk Preclík, Hana Purkrábková Tomáš Rafl, Růžena Raflová, František Ronovský, Jiří Sozanský, Václav Špale, Michal Vitanovský
- Nové sdružení pražských umělců (1992) [20]
- Nové sdružení pražských malířů (od 1992)
  - Zbyněk Benýšek, Eugen Brikcius, Kateřina Černá, Luděk Filipský, Josef Hnízdil, Svatopluk Klimeš, Romana Králová, Jana Kremanová, Jana Křížová, Michal Matzenauer, Josef Mžyk, Jiří Načeradský, Rudolf Němec, Rostislav Novák, Petra Oriešková, Jan Pištěk, Josef Ryzec, Jaroslava Severová, Marek Schovánek, Jitka Svobodová, Jan Šafránek
- Sdružení pražských výtvarných umělců – malířů (od 1993)
  - Jitka Anlaufová, Magdalena Cubrová, Bedřich Dlouhý, Milan Grygar, Jaroslav E. Jiránek, Vladimír Kafka, Ladislav Klusáček, Ivan Komárek, Radoslav Kratina, Zorka Ságlová, Josef Slavík, Oldřich Smutný, Waldemar Sokol, Jan Souček, Milan Ressel, Kateřina Štenclová, Jitka Válová, Květa Válová, Helena Wernischová
- Corpora S (občanské sdružení, vzniklo 12. 1. 1993 v Praze)
  - Mikoláš Axmann, Dušan Černý, Jiří Mikeska, Michal Šarše, Pavel Šlegl, Petr Štěpán
- A.I.V. (1993, Brno)
  - Blažej Ingr, David Jařab, Bruno Solařík. Později splynuli se Skupinou štemberských surrealistů Leonidas Kryvošej, Roman Kubík, Kateřina Kubíková, Pavel Surma, Lucie Hrušková. Nakonec se tento celek vřadil do Skupiny českých a slovenských surrealistů .
- Unie českých počítačových a multimediálních umělců (od 1994)
  - Jindřich Cieslicki, Zdeňka Čechová, Daniel Forro, Zdeněk Hajný, Miroslav Klivar, Jiřina Krčková, Jiřina Průchová, Rudolf Růžička, Kateřina Scheuflerová, Pavel Scheufler, Václav Syrový, Ondřej Vaněk.
- Stir up (1995, Ostrava)[16]
  - Josef Bubeník, Arnošt Budík, Zdeněk Cibulka, Linda Filipová, Lubomír Kerndl, Josef Kremláček, Vladimír Kubíček, Dagmar Mohylová, Václav Pajurek, Zdeněk Píža, Ondřej Vorel, Jan Wolf
- Luxus (od 1995)
  - David Adamec, Vilém Kabzan, František Matoušek, Michal Novotný Micl, Jakub Špaňhel
- Sušská paleta (od 1995)
- Česká Paralaxa (1995–?)
  - Denisa Blatná (Burkalová), Jan Fišer, Jiří Zykmund, Tomáš Nováček, Vojtěch V. Sláma, David Židlický
- Typodesign klub Praha (od 1996)[21]
- Pode Bal (od 1998)[22]
- Rubikon (Pardubice, od 1998)

## Umělecké spolky po roce 2000
- Rafani (od 2000)
- Ztohoven (od 2003)
- Guma guar (od 2003)
- Art today (od 2003)
  - Zdeněk Daněk, Jiří Grus, Tomáš Kubík, Adolf Lachman, Hynek Martinec, Markéta Urbanová
- Prague Stuckists (od 2004)[23]
- Sdružení pražských malířů (od 2004, Praha)[24]
- SamiZdatní (od 2004)
  - Luboš Pavel, Michal Čagánek, Martin Ferdus, Lucien Zell, Lenka Burianová
- Kontextual (od 2005)
- Obr. Výtvarná skupina (od 2006)
  - Josef Achrer, David Hanvald, Martin Krajc, Ondřej Maleček, Karel Štědrý
- Experiment II (od 2006)
  - Marie Nováková, Kateřina Rutherford, Jana Rozková, Doris Windlin, Marie Smetanová
- Rastr (od 2007)
  - Miloš Englberth, Jindřich Hájek, Jakub Kándl, (malíři) a Jiří Macht, (fotograf)
- Klub konkretistů KK3 (od 2007 v návaznosti na Klub konkretistů od 1967)
- Bezejmenná skupina (od 2008)
- Ilustrátoři (2009–2015)[25]
- Sdružení bienále Brno (od 2009)[26]
- Asociace užité grafiky a grafického designu (od 2009)[27]
- Nezávislá umělecká skupina Posedlí (design) (od 2010)[28]
- Občanské sdružení Kultura pro mládež, z. s. (od 2011)
- Natvrdlí (od 2011)[29]
- Central Europe Stuckists (od 2012)[30]
- Volné sdružení M (od 2013)
- Spolek Skutek (od 2013)
- Klub Kreslířů a Humoristů (KKH) (od 2015)[31]
- Umělecký svaz České republiky (od 2015)
- Black Hole Generation (od 2016)[32]
  - David Krňanský, Martin Lukáč, Štěpán Marko, Honza Matoušek, Julius Reichel
- 400 ASA – spolek fotografů (od 2018)[33]
  - Karel Cudlín, Jan Dobrovský, Alžběta Jungrová, Antonín Kratochvíl, Jan Mihaliček, Martin Wágner